# 甘州回鶻

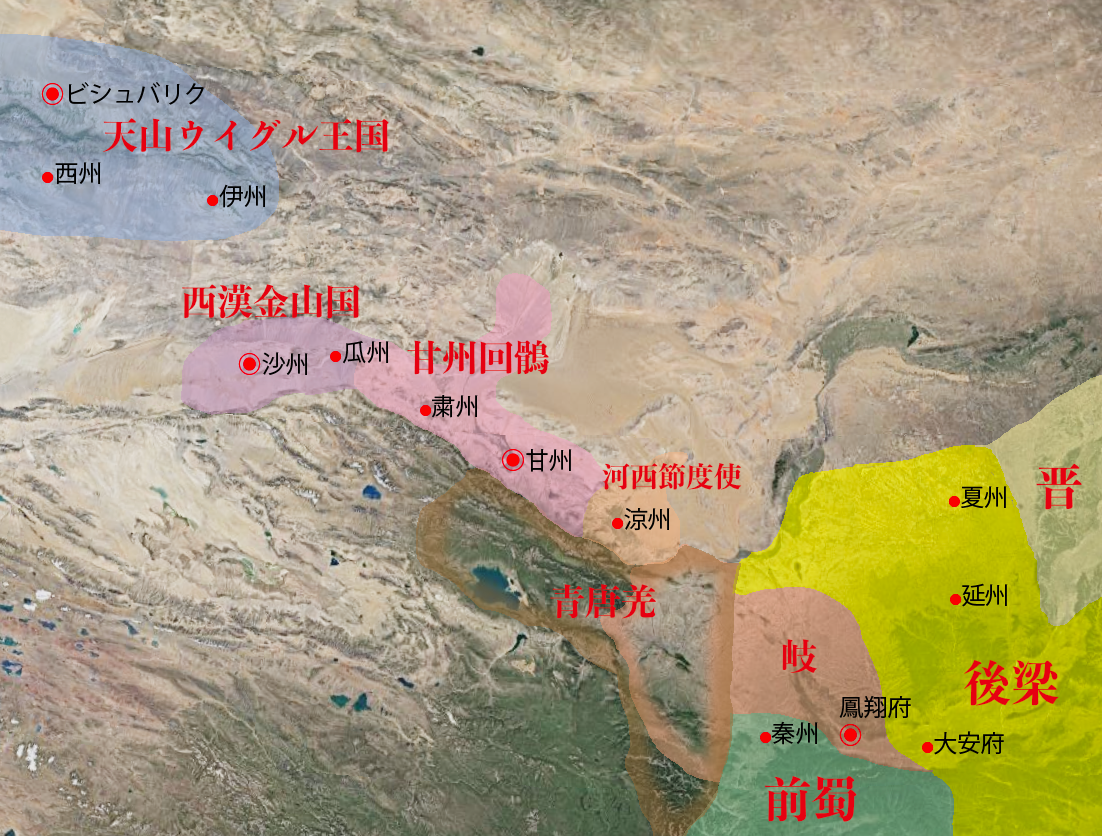
10世紀初的河西走廊

甘州回鹘，因居住于河西走廊，又称河西回鹘。9世纪回鹘分裂后，迁居河西的回鹘人所建。黄巢之乱后，唐朝名存实亡，归义军丧失对甘州、肃州及其以东地区的控制力，回鹘在甘州建立牙帐。国主自称可汗。1036年，被西夏李元昊吞并，迁入瓜州和青海北部，又称黄头回纥。
他們有一名“察罕回鶻”，即是白回鶻。《宋史·回鶻传》记载的就是甘州回鹘，称“甘州有可汗王，西州有克韩王，新复州有黑韩王”。蒙古帝国灭亡西夏後，黄头回纥归附蒙古，成了裕固族的祖先。分秦州回鹘，涼州回鹘，贺兰山回鹘，肅州回鹘，瓜州回鹘，沙州回鹘等部落。
他們最初仍信仰摩尼教，在10世紀因黨項人的壓力改信佛教，他們也派遣佛教徒前往五臺山朝聖。

## 历任可汗
| 次序 | 回鹘尊号              | 中国赐號                                 | 名字                                          | 在位時間                               |
| 1    | 登里可汗 狄銀 (Tigin) | 天睦可汗（唐封）                         | （不详）                                      | 886年—？年                             |
| 2    | 烏母主可汗 (Ormuzd)   | 英義可汗（後唐封）                       | 藥羅葛·仁美                                   | ？年—924年                             |
| 3    |                       | 順化可汗（後唐封） 奉化可汗（後晉封）    | 藥羅葛·阿咄欲 藥羅葛·仁裕                     | 926年？—959年                          |
| 4    |                       |                                          | 夜落紇·景瓊                                   | 959年—977年?                           |
| 5    |                       |                                          | 夜落紇·密禮遏 (Yaghlaqar Bilga)               | 980年—998年?                           |
| 6    |                       | 忠順保德可汗                             | （不详）                                      | 1003年?—1016年                         |
| 7    |                       | 懷甯順化可汗                             | 夜落隔·歸化                                   | 1016年—1023年                          |
| 8    |                       | 寶國可汗 寶物可汗 歸忠保順可汗（北宋封） | 夜落隔·通順                                   | 1023年—1028年                          |
| 9    |                       |                                          | 伊嚕格勒·雅蘇 （Yaghlaqar＝伊嚕格勒＝夜落隔） | 1028年—1032年 國亡，被西夏李元昊吞併。 |

## 延伸阅读
[在维基数据编辑]
 《新五代史·卷74》，出自歐陽修《新五代史》